# بروتوكول نقل النص الفائق الآمن في كل مكان
اتش تي تي بي اس في كل مكان (بالإنجليزية: HTTPS Everywhere)‏ هو امتداد حر ومفتوح المصدر لفايرفوكس وكروم وأوبرا، تم تطويره من قبل مشروع تور ومؤسسة الجبهة الإلكترونية، وهو يقوم بتحويل التصفح غير الآمن إلى التصفح الآمن.

## تاريخ البرنامج
بدأ البرنامج عام 1999 من فريق ڤيديولان وكان من تأليف طلبة مدرسة الهندسة في فرنسا ثم طور فيما بعد في أكثر من 20 دولة، هذا البرنامج هو تحت رخصة جنو العمومية ويمكن نشره مجانا.
بدأ العمل على «في إل سي» لنظام أندرويد سنة 2010، أصبح متاحاً على غوغل بلاي منذ عام 2011.